# Ярмарок (станція метро, Нижній Новгород)
«Ярмарок» (рос. Ярмарка) — перспективна станція Нижньогородського метрополітену на Сормовсько-Мещерській лінії. Розташовуватиметься між станціями «Московська» і «Стрілка».

## Будівництво
Будівництво перегону від станції «Московська» до станції «Ярмарок» велося нестабільно. Будівництво станції почалося 1993 року, але 1996 року з площі Леніна, як і з площі Горького, були прибрані паркани і розібраний будмайданчик. Необхідність станції для одного з найбільших виставкових комплексів Росії оскаржувалася, але тим не менше роботи з її проектування та розробці велися. Після «Ярмарку» планувалося продовжити Сормовсько-Мещерську лінію далі в райони «Стрілка» (в тому числі, з урахуванням планів з будівництва ділового району «Стрілка-Сіті») і «Мещерське озеро» аж до станції «Волга». У разі, якщо б від проекту «Стрілка-Сіті» було вирішено відмовитися, то наступною станцією після «Ярмарку» була б станція «Мещерське озеро».
У листопаді 2014 року стало відомо, що станція «Ярмарок» все ж буде побудована. Однак, будівництво буде вестися вже після відкриття станції «Стрілка», без зупинки роботи метрополітену. Таким чином «Ярмарок» буде «станцією-привидом», під час будівництва, як станція Петербурзького метро «Адміралтейська» у 1997—2011 роках. Після його закінчення очікується, що зі станції буде відкриватися панорамний вид на Оку.

## Сучасний стан
Згідно з Генеральним планом розвитку Нижнього Новгорода до 2025 року, Мещерський напрямок Сормовської лінії, що включає «Ярмарок» і наступні за нею станції, був 7-ю ділянкою, що має найнижчий пріоритет. Пріоритет був спочатку відданий будівництву в Нагірній частині Автозаводської лінії і продовженню Сормовської гілки до станції «Варя» та Центру Сормова.
Уряд Нижньогородської області ухвалив рішення про реконструкцію та відкриття станції після 2020 року.